# Platja de Munielles
La Platja de Munielles es troba en el concejo asturià de Castrillón i pertany a la localitat de Bayas. La seva forma és lineal. El grau d'urbanització i d'ocupació són baixos i el seu entorn és rural. El seu jaç està format per palets sorra de grans fins de color gris i amb afloraments de roques. Els graus d'ocupació i urbanització són mig-baixos excepte els caps de setmana, sobretot a l'estiu, que té afluència massiva.
Para accedir a  aquest platja cal arribar al nucli urbà més proper que és el de Bayas. La platja està protegida dels vents d'occident per la Penya de la Furada i a aquest lloc s'arriba agafant la carretera que indica 3 km a Piedras Blancas i 5 km a Carcedo començant el recorregut en aquest punt sense prendre cap desciación. Al costat d'una caseta de transformació elèctrica comença el camí i sense desviar-se s'arriba a Bayas que es travessa i comença una baixada suau i perllongada que acaba en l'aparcament que hi ha al costat d'una àrea recreativa.
La platja disposa de diversos serveis als usuaris com són: dutxes, zona de pícnic, neteja i equip de vigilància. L'activitat més recomanada és la pesca recreativa a canya. També té la desembocadura fluvial que queda anegada durant les hores de pleamar. Cal tenir precaució durant el bany de no apropar-se a la zona dreta o oriental de la platja, ja que hi ha una gran quantitat de roques.